# Verongiida
Ordre
Synonymes
- Verongida

Les Verongiida sont un ordre de spongiaires dans la classe des Demospongiae. La structure de ces espèces est constituée de spongine plutôt que de spicules.

## Liste des familles
Selon World Register of Marine Species (1er août 2024) :
- famille Aplysinellidae Bergquist, 1980
- famille Aplysinidae Carter, 1875
- famille Ernstillidae Vacelet, Erpenbeck, Díaz, Ehrlich & Fromont, 2019
- famille Ianthellidae Hyatt, 1875
- famille Pseudoceratinidae Carter, 1885